# Obvious (песня Westlife)
«Obvious» - третий и последний сингл с альбома Turnaround ирландской группы Westlife.
Сингл «Obvious», релиз которого состоялся в феврале 2004 года, стал последней записью группы в прежнем составе. Практически сразу после его выхода коллектив покинул Брайан Макфадден. 
Сингл вошёл в Top 3 национальных хит-парадов Великобритании и Ирландии. Музыкальное видео на песню было снято на пляже Ашвем в Гоа, Индия, британскими режиссёрами Максом Дживой и Дэнией Паскуини.

## Список композиций
UK CD1
1. "Obvious" (Single Remix) - 3:33
2. "I'm Missing Loving You" - 4:07
3. "To Be With You" (Live) - 3:18
4. "Obvious" (Video) - 3:33
5. "Obvious" (Making Of The Video) - 2:00

UK CD2
1. "Obvious" (Single Remix) - 3:33
2. "Westlife Hits Medley" (Flying Without Wings/My Love/Mandy) - 8:11

Австралия
1. "Obvious" (Single Remix) - 3:33
2. "Lost In You" - 4:23
3. "Westlife Hits Medley" (Flying Without Wings/My Love/Mandy) - 8:11
4. "Obvious" (Video) - 3:33
5. "Obvious" (Making Of The Video) - 2:00

## Позиции в чартах
| Чарт           | Высшая позиция в чарте |
| -------------- | ---------------------- |
| Австрия        | 63                     |
| Великобритания | 3                      |
| Германия       | 39                     |
| Дания          | 7                      |
| Ирландия       | 2                      |
| Нидерланды     | 44                     |
| Швеция         | 25                     |
| Швейцария      | 69                     |

## Кавер-версии
В 2005 году австралиец Энтони Колли, занявший в 2004 году второе место на шоу Australian Idol, записал кавер-версию песни для своего дебютного альбома.

## Примечание
1. ↑  GOACOM DAILY NEWS CLIPPINGS. Goanet-news (10 декабря 2003). Дата обращения: 17 февраля 2011. Архивировано 15 июля 2012 года.
2. ↑  Westlife - Obvious. Chartstats.com. Дата обращения: 17 февраля 2011. Архивировано из оригинала 15 июля 2012 года.
3. ↑  Westlife - Obvious. Hitparade.ch. Архивировано из оригинала 15 июля 2012 года.
4. ↑  Westlife/Single. Musicline.de. Архивировано из оригинала 15 июля 2012 года.
5. ↑  Westlife - Obvious. αCharts.us. Архивировано из оригинала 15 июля 2012 года.